# Wilhelm von Mirbach
Wilhelm Maria Theodor Ernst Richard von Mirbach-Harff (Bad Ischl, 2 luglio 1871 – Mosca, 6 luglio 1918) è stato un ambasciatore e nobile austriaco naturalizzato tedesco.

## Biografia
Nato a Bad Ischl, nell'Alta Austria, una famiglia cattolica di origini renane, era discendente di Johann Wilhelm von Mirbach-Harff, fondatore della Rheinische Ritterakademie. Suoi genitori erano il conte Ernst von Mirbach e sua moglie, Wilhelmine von Thun-Hohenstein (1851–1929).
Dal 1908 al 1911, Mirbach prestò servizio come segretario d'ambasciata a San Pietroburgo, e poi come consigliere politico per il comando militare tedesco di Bucarest. Nel 1915 divenne ambasciatore tedesco in Grecia, prima di essere espulso da Atene nel dicembre del 1916 quando il movimento di Eleutherios Venizelos, supportato dalle potenze della Triplice Alleanza, prese il potere.
Prese parte ai negoziati russo-tedeschi che portarono alla sottoscrizione poi del Trattato di Brest-Litovsk dal dicembre del 1917 al marzo del 1918. Venne nominato ambasciatore tedesco in Russia nell'aprile del 1918.
Mirbach venne assassinato all'ambasciata tedesca di Mosca da Yakov Grigorevich Blumkin e da Nikolai Andreyev su richiesta dei rivoluzionari socialisti, che tentavano di incitare la guerra tra Russia e Germania. Blumkin entrò nella residenza moscovita di Mirbach utilizzando dei documenti falsi e sparò quindi alla sua vittima. Dal momento che Mirbach riuscì a scappare, Andreyev sparò un secondo colpo che centrò in pieno il diplomatico; i due assassini fuggirono dalla finestra e poi a bordo di una macchina della Cheka. L'assassinio di Mirbach segnò l'inizio della rivolta socialista di Mosca del 1918.
Mirbach venne succeduto come ambasciatore tedesco in Russia da Karl Helfferich.
Per un caso alquanto singolare anche un suo discendente, Andreas von Mirbach, venne assassinato dalla Rote Armee Fraktion durante l'assedio all'ambasciata della Germania Occidentale a Stoccolma nel 1975.